# GE Manobreira SL
As locomotivas de manobra tipo SL da GE são equipadas com dois motores a diesel turbo de quatro ciclos, tendo seus motores de tração ligados em paralelo proporcionando um esforço de tração de 18 a 48 por cento mais utilizável do que o das locomotivas de manobra equivalentes. 
A GEVISA do Brasil produz três modelos de manobreiras, 100 Toneladas, 80 Toneladas e 45 Toneladas. Podendo ser fornecidas em bitolas de 1.000 mm até 1.676 mm.